# Lichte Querstraße

Lage der Lichten Querstraße (rot markiert)

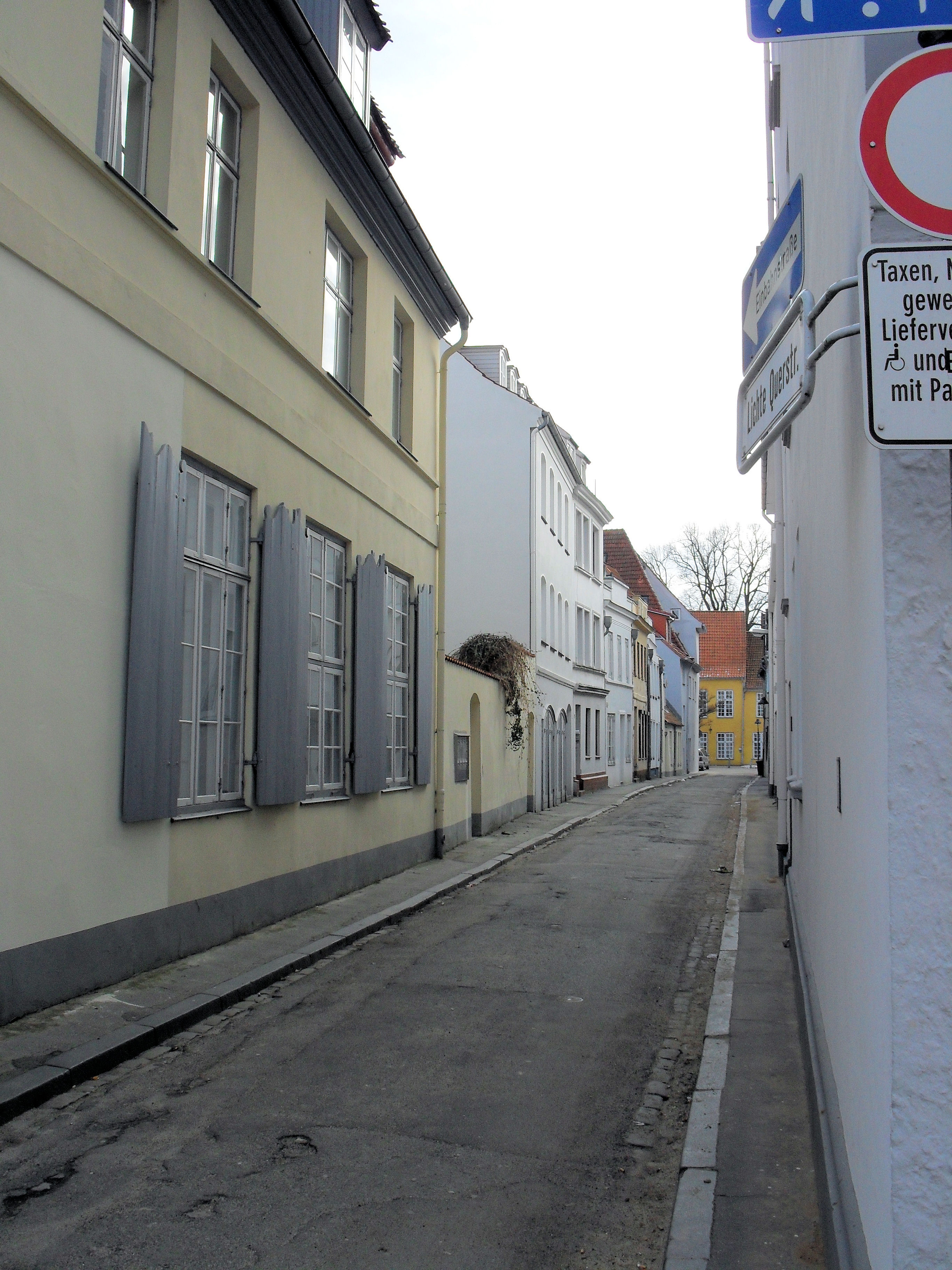
Die Lichte Querstraße

Die Lichte Querstraße ist eine Straße der Lübecker Altstadt.

## Lage
Die etwa 90 Meter lange Lichte Querstraße befindet sich im südwestlichen Teil der Altstadtinsel (Marien Quartier) und verläuft in Nord-Süd-Richtung. Sie beginnt an der Dankwartsgrube gegenüber der Düsteren Querstraße und verbindet sie mit der Hartengrube.

## Geschichte
Die Lichte Querstraße wird 1309 erstmals urkundlich als Platea transversalis inter fossam ducis et et fossam Tanquardi (Verbindungsstraße zwischen Hartengrube und Dankwartsgrube) erwähnt. 1586 ist die Bezeichnung Lichte Dwerstrate belegt, 1852 lautet ihr Name Lichte Dwasstraße. Der heutige Name wurde 1884 amtlich festgelegt.

## Bauwerke
- Lichte Querstraße 12, im Kern etwa von 1300 stammendes Haus, das 1499 neu errichtet und 1832 klassizistisch umgebaut wurde.

## Gänge und Höfe
Von der Lichten Querstraße ging folgender Gang ab (nach Hausnummern):
- 9: Schulmeister Gang (abgängig seit 1981)